# Digna Strautmane
Digna Strautmane (ur. 18 września 1998 w Rydze) – łotewska koszykarka, występująca na pozycjach silnej skrzydłowej lub środkowej, reprezentantka kraju, od 2023 zawodniczka 1KS Ślezy Wrocław, a w okresie letnim Ringwood Hawks.
25 czerwca 2023 została zawodniczką Ślęzy Wrocław. 3 kwietnia 2024 przedłużyła umowę z klubem.
Jej starsza siostra Paula jest także zawodową koszykarką.

## Osiągnięcia
Stan na 9 maja 2024, na podstawie, o ile nie zaznaczono inaczej.

### NCAA
- Uczestniczka rozgrywek:
  - II rundy turnieju NCAA (2019, 2021)
  - turnieju NCAA (2019, 2021, 2022)
- Zaliczona do I składu najlepszych pierwszorocznych zawodniczek konferencji ACC (2018)

### Drużynowe
- Mistrzyni:
  - Europejskiej Ligi Koszykówki Kobiet (2016)
  - Łotwy (2015–2017)[8]
  - australijskiej ligi NBL1 South (2022)
- Uczestniczka międzynarodowych rozgrywek:
  - Euroligi (2022/2023)
  - Eurocup (2015–2017)

### Indywidualne
(* – nagrody przyznane przez portal eurobasket.com)
- Defensywna zawodniczka roku:
  - ligi łotewskiej (2016)*[8]
  - australijskiej ligi NBL1 South (2022)
- MVP kolejki OBLK (12 – 2023/2024)[9]
- Zaliczona do:
  - I składu kolejki OBLK (4, 12, 17 – 2023/2024)[10][11][12]
  - II składu ligi łotewskiej (2016)*[8]
- Liderka w blokach ligi łotewskiej (2016 – 1,8)[8]

### Reprezentacja
Seniorska
- Uczestniczka:
  - mistrzostw:
    - świata (2018 – 13. miejsce)
    - Europy (2019 – 11. miejsce)

  - kwalifikacji do Eurobasketu (2024/2025)

Młodzieżowe
- Wicemistrzyni Europy U–18 dywizji B (2015)
- Brązowa medalistka mistrzostw Europy U–16 dywizji B (2012)
- Uczestniczka mistrzostw:
  - świata U–19 (2017 – 10. miejsce)
  - Europy:
    - U–20 (2015 – 12. miejsce, 2016 – 7. miejsce, 2017 – 8. miejsce)
    - U–18 (2016 – 4. miejsce)
    - U–16 (2013 – 7. miejsce, 2014 – 5. miejsce)
- MVP mistrzostw Europy U–18 dywizji B (2015)[13]
- Zaliczona do I składu mistrzostw Europy U–18 dywizji B (2015)[13]
- Liderka w zbiórkach mistrzostw Europy U–18 dywizji B (2015 – 11,4)[14]